# Colwyn (distrikt)
Colwyn var ett distrikt i grevskapet Clwyd, i Wales. Detta distrikt hade 56 400 invånare år 1992. Distriktet upprättades den 1 april 1974 genom att borough Colwyn Bay, stadsdistriktet Abergele slogs ihop med del landsdistriktet Aled och Hiraethog. Det avskaffades 1 april 1996 och blev en del av Aberconwy and Colwyn och Denbighshire.